# Семененко Олексій
Олексі́й Семене́нко (20 серпня 1988, Одеса, Україна) — український скрипаль, лауреат національних та міжнародних конкурсів.

## Життєпис
Олексій Семененко почав вчитися грати на скрипці у віці 6 років. Він закінчив одеську середню спеціальну музичну школу-інтернат імені Петра Столярського (викл. Зоя Петрівна Мерцалова) і вступив до Одеської музичної академії ім. Нежданової. З 2007 року Олексій Семененко навчався в майстер-класі Захара Брона та в професора камерної музики Гаральда Шоневеґа (Harald Schoneweg) у Кельнській вищій школі музики.
Він створив «Квартет ім. Столярського», з яким виступав в Україні, Росії, Швейцарії, Франції, на Мальті. Грає на скрипці Дому Аматі 1720 року, від фонду Sinfonima Мангайм, Німеччина.
У 2015 році Олексій Семененко здобув «срібло» (2-ге місце) на одному з найпрестижніших музичних змагань у світі — Міжнародному конкурсі скрипалів імені королеви Єлизавети у Бельгії. До конкурсу були відібрані 62 претенденти з 20 країн світу. До півфіналу дійшли 12 скрипалів, серед яких також була українська скрипалька Владислава Лученко.

## Перемоги на конкурсах
- 2006 — Гран-прі Національного скрипкового конкурсу у Львові в Україні[3].
- 2010 — Премія Альоїса Котмана (нім. Alois-Kottmann-Preis) на Міжнародному музичному фестивалі у Гофгаймі в землі Гессен, у Німеччині[3].
- 2010 — 3-тя премія на VI Міжнародному конкурсі скрипалів імені Паганіні в Москві[4].
- 2012 — 1-ше місце на конкурсі «Молоді артисти-виконавці» (Young Concert Artists[en] International Auditions) у Нью-Йорку і пов'язані з ним концерти в залах: Концертний зал Меркіна (Merkin Concert Hall[en]) у Нью-Йорку та Центр Джона Кеннеді (John F. Kennedy Center for the Performing Arts[en]) у Вашингтоні[5].
- 2015 — 2-га премія на міжнародному конкурсі королеви Єлизавети в Брюсселі[6].